# Zadní Vydří
Zadní Vydří là một làng thuộc huyện Jihlava, vùng Vysočina, Cộng hòa Séc.